# Малая Шайтанка (приток Шайтанки, притока Туры)
Малая Шайтанка — река в России, протекает в Свердловской области. Устье реки находится в 15 км по правому берегу реки Шайтанка. Длина реки составляет 31 км. 

## Данные водного реестра
По данным государственного водного реестра России относится к Иртышскому бассейновому округу, водохозяйственный участок реки — Тура от впадения реки Тагил и до устья, без рек Тагил, Ница и Пышма, речной подбассейн реки — Тобол. Речной бассейн реки — Иртыш.
По данным геоинформационной системы водохозяйственного районирования территории РФ, подготовленной Федеральным агентством водных ресурсов:
- Код водного объекта в государственном водном реестре — 14010502312111200006220
- Код по гидрологической изученности (ГИ) — 111200622
- Код бассейна — 14.01.05.023
- Номер тома по ГИ — 11
- Выпуск по ГИ — 2